# 巴利馬尼區
巴利馬尼區 （Ballymoney Borough Council；愛爾蘭語：Comhairle Baile Bhaile Monaidh）是北愛爾蘭的一個區，位於北愛北部。面積418平方公里，2006年人口 29,200人。區行政中心為巴利馬尼。